# فيديريكو موريتي (لاعب كرة قدم)
فيديريكو موريتي هو لاعب كرة قدم إيطالي في مركز الهجوم، ولد في 16 سبتمبر 1994 في تيرامو في إيطاليا.

## وصلات خارجية
- فيديريكو موريتي (لاعب كرة قدم) على موقع قاعدة بيانات كرة القدم.إي يو (الإنجليزية)
- فيديريكو موريتي (لاعب كرة قدم) على موقع Soccerway.com (الإنجليزية)
- فيديريكو موريتي (لاعب كرة قدم) على موقع عالم كرة القدم.نت (الإنجليزية)